# Gesamtministerium Buck II

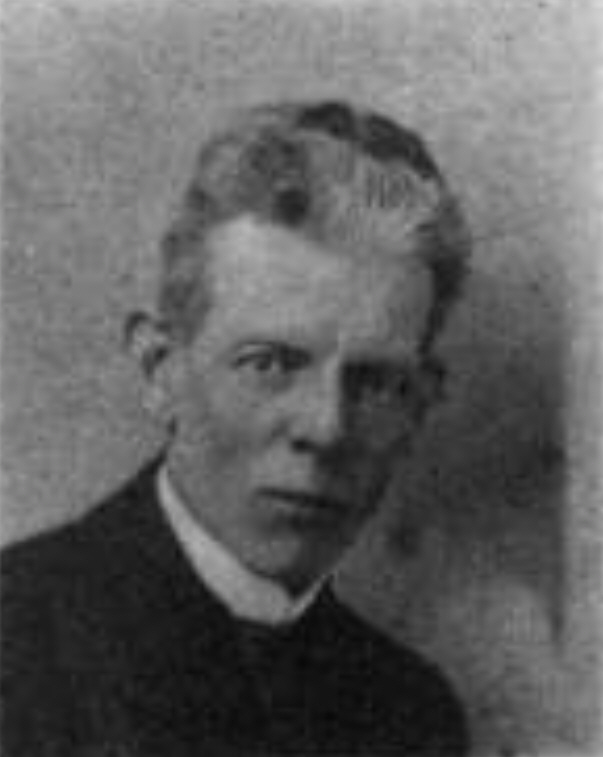
Wilhelm Buck

Das Kabinett Buck II bildete vom 9. Dezember 1920 bis 5. Dezember 1922 die Landesregierung von Sachsen.
| Amt                  | Name                                                   | Partei |
| -------------------- | ------------------------------------------------------ | ------ |
| Ministerpräsident    | Wilhelm Buck                                           | SPD    |
| Inneres              | Richard Lipinski                                       | USPD   |
| Finanzen             | Max Heldt                                              | SPD    |
| Justiz               | Rudolf Harnisch bis 31. Juli 1921 Erich Zeigner        | SPD    |
| Wirtschaft           | Albert Schwarz bis 1. Mai 1921 Alfred Fellisch         | SPD    |
| Arbeit und Wohlfahrt | Ernst Hermann Jäckel bis 31. Dezember 1921 Paul Ristau | USPD   |
| Kultus               | Hermann Fleißner                                       | USPD   |